# Кано, Агустин
Агустин Кано Лотеро (англ. Agustín Cano Lotero; род. 8 июня 2001, Медельин) — колумбийский футболист, полузащитник клуба «Атлетико Насьональ». 

## Клубная карьера
Кано — воспитанник клуба «Атлетико Насьональ». 29 ноября 2020 года в матче против «Америки Кали» он дебютировал в Кубке Мустанга. В 2021 году Кано в поисках игровой практики на правах аренды перешёл в «Вальедупар». 31 июля в матче против «Итагуи Леонес» он дебютировал в колумбийской Примере B. По окончании аренды Кано вернулся в «Атлетико Насьональ».